# Садака
Садака́ (множ. садакат, араб. صدقة) — в ісламі практика очищення перед Аллахом за допомогою роздавання добровільної милостині.
У хадисах пророка є дві головні ідеї: суть першої полягає в тому, щоб змусити джерела блага забитися в душі людини, друга — щоб зв'язати суспільство тенетами любові, взаємної симпатії та братерства.

## Коран про садаку
Милостиня може бути обов'язковою (фард або ваджіб) і богоугодною (нафіля). Про це йдеться в ісламських першоджерелах:
|  | «Бери (Мухаммед), з їх майна внески на пожертвування, щоб ними змити скверну їх гріхів і підняти їх гідність (перед Аллахом). Молися за них, бо твої молитви - заспокоєння для їх [душ], бо Аллах – все чує, все знає » (Коран, 9: 103). |

У Корані сказано: 
|  | «Якщо ви відкрито робите милостиню, то це добре, а якщо приховаєте її, подаючи її бідним, то це - краще для вас і покриває ваші злі діяння: воістину, Аллах обізнаний у тому, що ви робите» (2: 271). |

Але можна це робити й публічно, оскільки це може сприяти аналогічним крокам з боку інших людей.

## Види та шляхи садаки
Садака (благодійність) означає допомогу різними способами. Це може бути милостиня, спілкування з людьми, при якому мусульманин відводить їм свій час, уважно вислуховуючи їх, спрямовуючи їх на правильний шлях або ж просто посміхаючись їм, прибирання на вулиці того, що може заподіяти шкоду перехожим і т. д.
Коли людина дає приховану садаку, коли ніхто, крім Аллаха, не знає про це. Коли милостиню дають нужденному таємно, то тим самим той, кого обдаровують, звільняється від почуття приниження, яке міг відчути отримавши милостиню у присутності інших людей.
Прихована садака повинна допомогти людям задовольняти свої духовні потреби, а також позбавити їх від таких негативних почуттів, як заздрість і невдоволення, які вони могли б відчувати стосовно багатих.
Садака покликана викликати між нужденними та багатими людьми почуття любові й поваги, і це, своєю чергою, повинно позитивно впливати на єдність суспільства і пов'язувати його членів тенетами любові й співпраці.
Таємна садака, яка задовольняє певні потреби нужденних в такій атмосфері, покликана допомогти їм зберегти свою гідність, полегшити тиск бідності, збільшити працездатність і, своєю чергою, позитивно відбивається на їхніх стосунках з іншими членами суспільства.
Нині величезна кількість людей живе в крайній убогості, однак не наважується попросити про допомогу. Прихована садака може стати для них виходом з положення, позбавити їх від необхідності принижуватися.
Садака покликана цілюще впливати на того, хто дає милостиню, цей процес повинен наповнити його найбільшим щастям і очистити його душу. Це повинно допомогти йому позбутися від егоїзму і розвинути колективістські почуття. Це також має бути засобом захисту багатства того, хто дає, оскільки, даючи людям милостиню, він набуває від них поваги й таким чином рятує себе від заздрощів. 
|  | Аллах сказав: «Що б ви не витратили з добра, - то тратите для самих себе, і ви витрачаєте тільки з прагнення до лику Аллаха. І що б ви не витратили з блага, буде повністю віддано вам, і ви не будете скривджені ». |

На думку мусульман, прихована садака дозволяє позбутися почуття депресії. Коли людина допомагає бідним, її наповнює глибоке щастя, особливо коли вона чує, як вони моляться за неї висловлюють йому свою подяку.
Роль садаки в тому, що вона зменшує гнів Аллаха, якому міг би піддатися той, хто дає милостиню. Існує хадис, який говорить: 
|  | «Прихована садака гасить гнів Аллаха». |

Існує ще одна форма милостині садаки. Її приносять до мечеті віруючі мусульмани для відправлення релігійних обрядів вдома (відспівування небіжчиків, оформлення релігійних шлюбних договорів і т. д.). Це швидше плата за обслуговування, але вона прирівнюється до милостині (садака).